# Karl Ludwig Baldinger
Karl Ludwig Baldinger (* 29. November 1800 in Baden; † 26. Januar 1881 in Ennetbaden) war ein katholisch-konservativer Schweizer Politiker und Richter. In den Jahren 1851 und 1852 vertrat er den Kanton Aargau im Nationalrat. Sein jüngerer Bruder Wilhelm Karl Baldinger war ebenfalls Nationalrat.

## Biografie
Der Sohn des Richters Johann Ludwig Baldinger absolvierte nach den Schulen in Baden das Lyzeum in Luzern und die Akademie in Lausanne. Er studierte Recht an der Universität Freiburg im Breisgau. Nach einem längeren Aufenthalt in Paris heiratete er 1824 Elisabeth Dorer, die Tochter von Franz Dorer, mit der er sieben Kinder hatte. Im selben Jahr begann er als Regierungssekretär des Kantons Aargau zu arbeiten, ab 1828 war er als aargauischer Ratsschreiber tätig. 1831 folgte die Wahl ins Aargauer Obergericht. Seine politische Karriere begann 1834, als er in den Grossen Rat gewählt wurde.
Baldinger gehörte zwar der katholisch-konservativen Opposition an, er war aber ein Gegner der zunehmenden politischen Radikalisierung und versuchte häufig mit den Liberalen zu vermitteln. Er stimmte 1841 gegen die Aufhebung der Klöster und setzte sich danach für eine milde Behandlung jener Personen ein, die an den vorhergegangenen Unruhen beteiligt gewesen waren. Er sprach sich gegen die gewaltsame Auflösung des Sonderbundes aus, konnte sich mit seiner Meinung nicht durchsetzen. Während dieser Jahre stand er in regem Gedankenaustausch mit gleichgesinnten Reformierten wie Rudolf Rauchenstein und Andreas Heusler.
Von 1849 bis 1851 gehörte er dem Verfassungsrat an, der eine neue Kantonsverfassung ausarbeitete. Bei den Parlamentswahlen 1851 wurde er im Wahlkreis Aargau-Nord in den Nationalrat gewählt. Doch bereits im darauf folgenden Jahr gab er dieses Mandat auf, auch als Grossrat trat er zurück. Aargauischer Oberrichter blieb er bis zu seinem Tod im Alter von 80 Jahren.